# Leptepsilonema santii
Leptepsilonema santii is een rondwormensoort. De wetenschappelijke naam van de soort is voor het eerst geldig gepubliceerd in 1995 door Gourbault & Decraemer.